# Hate Crew Deathroll
Hate Crew Deathroll é o quarto álbum de estúdio da banda finladesa Children of Bodom, lançado a 7 de Janeiro de 2003.
De acordo com uma entrevista publicada na revista inglesa Terrorizer em Dezembro de 2005, o vocalista e compositor principal da banda, Alexi Laiho, considera este disco o melhor da banda. O álbum permaneceu no topo das tabelas finlandesas durante dezesseis semanas.

## Faixas
| N.º            | Título                          | Duração |  |
| 1.             | "Needled 24/7"                  | 4:08    |  |
| 2.             | "Sixpounder"                    | 3:24    |  |
| 3.             | "Chokehold (Cocked 'n' Loaded)" | 4:12    |  |
| 4.             | "Bodom Beach Terror"            | 4:35    |  |
| 5.             | "Angels Don't Kill"             | 5:13    |  |
| 6.             | "Triple Corpse Hammerblow"      | 4:06    |  |
| 7.             | "You're Better Off Dead"        | 4:11    |  |
| 8.             | "Lil' Bloodred Ridin' Hood"     | 3:24    |  |
| 9.             | "Hate Crew Deathroll"           | 3:38    |  |
| Duração total: | Duração total:                  | 36:51   |  |

| Edição limitada |                                   |         |  |
| N.º             | Título                            | Duração |  |
| 10.             | "Silent Scream" (cover de Slayer) | 3:16    |  |

| Edição japonesa |                                                         |         |  |
| N.º             | Título                                                  | Duração |  |
| 10.             | "Silent Scream" (cover de Slayer)                       | 3:16    |  |
| 11.             | "Somebody Put Something in My Drink" (cover de Ramones) | 3:18    |  |

| Relançamento da Spinefarm no Reino Unido |                                                         |         |  |
| N.º                                      | Título                                                  | Duração |  |
| 10.                                      | "Somebody Put Something in My Drink" (cover de Ramones) | 3:18    |  |
| 11.                                      | "Silent Scream" (cover de Slayer)                       | 3:16    |  |
| 12.                                      | "Needled 24/7" (ao vivo em Londres, 2008)               | 4:18    |  |

## Créditos
- Alexi Laiho - Vocal, guitarra
- Alexander Kuoppala - Guitarra rítmica
- Janne Wirman - Teclados
- Henkka T. Blacksmith - Baixo
- Jaska Raatikainen - Bateria